# La Tierra según Philomena Cunk
Cunk on Earth (La Tierra según Philomena Cunk en español) es una miniserie de televisión británica de estilo falso documental producida por Charlie Brooker. La serie está protagonizada por Diane Morgan en el papel de Philomena Cunk, una reportera de investigación mal informada, que ya había interpretado antes en otras series como Charlie Brooker's Weekly Wipe y Cunk on Britain. La serie fue aclamada por la crítica, que elogió el humor inexpresivo de Morgan. Fue lanzada originalmente en el canal BBC Two el 19 de septiembre de 2022, y más tarde en la plataforma Netflix, el 31 de enero de 2023.

## Argumento
Philomena Cunk (Diane Morgan) viaja por todo el mundo, entrevistando a expertos (del mundo real) como el experto británico en Da Vinci Martin Kemp (1942-), el arqueólogo británico Paul Bahn (1953-), el académico y clasicista británico Nigel Spivey (1958-), la compositora y violinista británica Shirley Thompson (1958-). En estas entrevistas se plantean preguntas extrañas o ridículas sobre la historia del mundo.

### Entrevistados
Todos los expertos sabían que se trataba de una entrevista falsa para un falso documental, pero se les pidió que se tomaran las preguntas lo más en serio posible, fuesen respetuosos y no hicieran sus propias bromas.
La mayoría de los expertos se ríen durante la entrevista, pero estas partes son eliminadas posteriormente.

## Episodios
| N.º | Título                                                                       | Dirigido por   | Fecha de emisión original |
| --- | ---------------------------------------------------------------------------- | -------------- | ------------------------- |
| 1 | «In the Beginnings» «En los principios»                                      | Christian Watt | 19 de septiembre de 2022  |
| El ser humano sale de la cueva y empieza a inventar cosas: desde la agricultura y la filosofía hasta la Gran Muralla china (¿pero a quién se le olvidó poner el tejado?). |                                                                              |                |                           |
| 2 | «Faith/Off» «Cara a cara con la fe»                                          | Christian Watt | 20 de septiembre de 2022  |
| Es la Edad Media, momento en que los mensajes religiosos de paz, unidad y tolerancia inspiran al ser humano a luchar hasta la muerte durante cientos de años.             |                                                                              |                |                           |
| 3 | «The Renaissance Will Not Be Televised» «El Renacimiento no será televisado» | Christian Watt | 20 de septiembre de 2022  |
| Arranca el Renacimiento. Desde el colonialismo hasta Napoleón, la sed de guerra de los humanos es insaciable... pero siempre con música clásica de banda sonora.          |                                                                              |                |                           |
| 4 | «Rise of the Machines» «La rebelión de las máquinas»                         | Christian Watt | 20 de septiembre de 2022  |
| La humanidad construye el mundo moderno... y luego intenta destruirlo. El siglo XX avanza imparable entre adelantos científicos y cruentas guerras mundiales.             |                                                                              |                |                           |
| 5 | «War(s) of the World(s)?» «¿La(s) guerra(s) de los mundos?»                  | Christian Watt | 20 de septiembre de 2022  |
| Es la Guerra Fría, y los humanos por fin viajan a la Luna, el peor destino turístico de la historia. Puede que el futuro sea incierto, pero llegará aquí, a la Tierra.    |                                                                              |                |                           |

## Recepción

### Plataformas
En el sitio web Rotten Tomatoes, la serie tiene una aprobación del 100 % basado en 22 críticas, y un rating medio de 7,7/10.
El consenso crítico del sitio reza así: «Diane Morgan finge ser una estúpida con un ingenioso sentido de la comedia en Cunk on Earth, una retorcida parodia de los documentales antropológicos».
Por su parte, Metacritic, que utiliza una media ponderada, le asignó una puntuación de 82 sobre 100 basada en 8 críticos, lo que indica una «aclamación universal».

### Críticos
David Bianculli, de la NPR, dio una crítica positiva a la serie, diciendo que tiene «potencial para convertirse en un clásico de culto».
Daniel Fienberg de The Hollywood Reporter la tituló como «una serie siempre divertida, a menudo deliciosa, que mezcla comedia de altos y bajos vuelos a un ritmo vertiginoso».
Rebecca Nicholson de The Guardian escribió sobre la actuación de Morgan y su personaje: «Tan bien escrita que es fácil olvidar que no es real».
Michael Idato de The Sydney Morning Herald describió a la serie como: «Magnífica, brutal y absurda».